# Bulgarsk Wikipedia
Bulgarsk Wikipedia (bulgarsk: Българоезична Уикипедия, tr. Bŭlgaroezichna Uikipediya ; dansk: den bulgarsksprogede Wikipedia) er den bulgarssksprogede  version af det verdensomspændende encyklopædi-projekt Wikipedia. Bulgarsk Wikipedia blev lanceret 6. december 2003.
Pr. torsdag den 27. marts 2025 har den bulgarssksprogede Wikipedia 303.208 artikler, 709 aktive bidragydere og 20 administratorer.